# Assassinato de Dwayne Jones

Dwayne Jones, a vítima.

O assassinato de Dwayne Jones, um jovem jamaicano de 16 anos, aconteceu em 2013 por um grupo de agressores na cidade de Montego Bay, Jamaica, depois de o jovem participar de uma festa de dança vestido com roupas femininas. O incidente atraiu a atenção da mídia nacional e internacional e levantou críticas em relação ao status dos direitos LGBT na Jamaica.
Visto como afeminado, Jones sofria agressões e xingamentos na escola e, aos 14 anos de idade, foi forçado a sair de sua casa por seu pai. Ele mudou-se para uma casa abandonada em Montego Bay com amigos transgêneros. Na noite de 21 de julho de 2013, ele e seus amigos foram a uma festa de dança num local chamado Irwin, e quando alguns homens descobriram que o cross-dressing Jones não era mulher atacaram-no, Jones foi espancado, esfaqueado, baleado e atropelado por um carro, morrendo nas primeiras horas da manhã do dia seguinte. A polícia investigou o assassinato, mas não prendeu nem acusou ninguém pelo crime, que permanece atualmente sem conclusão.
O acontecimento fez manchetes de vários jornais do país e também foi relatado no Reino Unido e nos Estados Unidos. Houve publicações nas mídias sociais que o acusaram de provocar seus assassinos por estar com aquela vestimenta em público. O assassinato foi criticado por educadores e pelo ministro jamaicano da Justiça. Logo após o episódio, organizações nacionais e internacionais dedicadas aos direitos LGBT e aos direitos humanos – entre elas a Human Rights Watch, Jamaicans for Justice e Jamaica Forum for Lesbians, All-Sexuals and Gays – pediram às autoridades jamaicanas uma boa investigação e reconhecimento legal dos direitos LGBT na ilha.

## Antecedentes

### Biografia de Jones

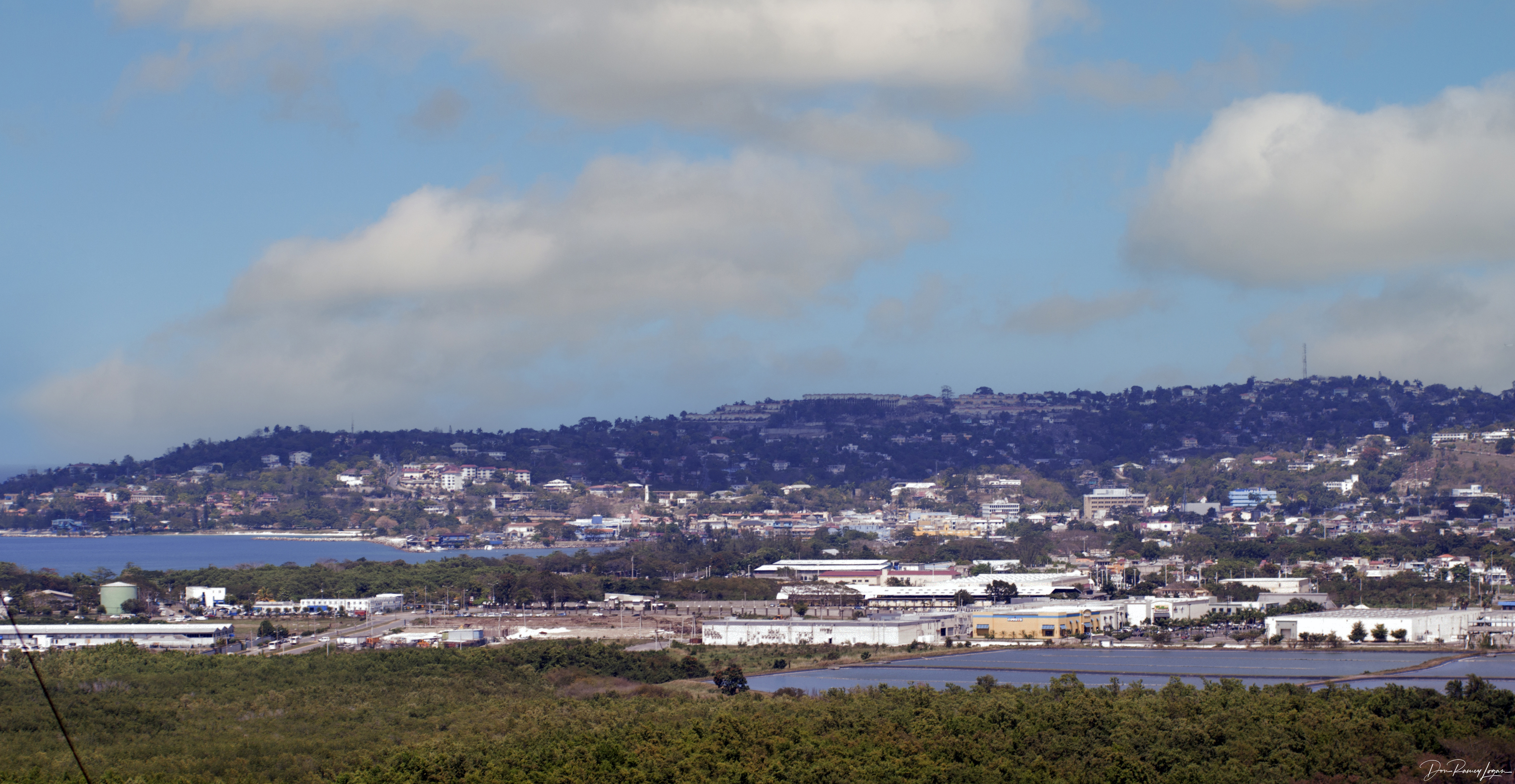
Vista de Montego Bay, cidade natal de Jones.

Criado em uma favela em Montego Bay, uma cidade no noroeste da Jamaica, Jones sofreu bullying no colegial por estudantes que perceberam seu comportamento como afeminado. Aos 14 anos, seu pai o expulsou de sua casa e incentivou os vizinhos a persegui-lo para fora do bairro. Depois de passar um tempo dormindo em arbustos e nas praias, começou a morar numa casa abandonada localizada nas colinas acima de Montego Bay com dois amigos transgêneros, Keke e Khloe, ambos com 23 anos até a morte dele. Jones era conhecido entre amigos como "Gully Queen", uma referência aos sistemas de drenagem de tempestades em que vivem muitos sem-teto LGBT do país, e estes notaram que aquele desejava tornar-se professor ou trabalhar na indústria do turismo. Jones também queria tornar-se um artista como a cantora pop Lady Gaga e ganhou uma competição de dança local. Khloe descreveu-o como "uma diva" que era "sempre muito briguenta e brincalhona".

### Retórica anti-LGBT na Jamaica
Em 2006, a revista Time publicou que a Jamaica pode ser o país mais homofóbico do mundo. As leis do país que criminalizam a união de pessoas do sexo masculino foram introduzidas em 1864, durante a colonização britânica. De acordo com a Lei sobre as Infrações Sexuais de 2009, qualquer homem condenado por estas leis deve ser registrado como criminoso sexual, leis que foram citadas como contribuintes para o aumento das atitudes homofóbicas da população, incluindo a visão de que os homossexuais são criminosos, independentemente de terem cometido ou não algum crime. As retóricas anti-LGBT foram promovidas pelas igrejas cristãs conservadoras do país e muitas músicas de reggae e dancehall, entre elas "Boom Bye Bye", de Buju Banton, exigem o assassinato de homossexuais. Escrevendo para o International Business Times, no verão de 2013, o jornalista Palash Gosh observou que enquanto a Jamaica estava "sobrecarregada em crime e violência, os gays e lésbicas são um dos principais alvos dessa brutalidade desonesta". Em meados dos anos 2000, Brian Williamson e Steve Harvey, dois dos mais conhecidos ativistas dos direitos LGBT do país, foram assassinados. No verão de 2013, a Human Rights Watch realizou cinco semanas de trabalho de campo na comunidade LGBT jamaicana, declarando que mais da metade dos entrevistados sofreram violência por sua orientação sexual ou identidade de gênero, às vezes em mais de uma ocasião.

## Assassinato
Na noite de 21 de julho de 2013 – quando tinha 16 anos – Jones vestiu roupas femininas e foi com Keke e Khloe a uma festa de dança chamada Henessey Sundays, realizada em um bar numa área da cidade chamada Irwin. Eles chegaram de táxi por volta das 2 horas da manhã. Jones passou-se como uma garota e vários homens dançaram com ele. Embora inicialmente tenha mantido seu sexo biológico em segredo dos outros na festa, temendo uma perseguição homofóbica, revelou sua identidade a uma garota, com quem ele já havia estado na igreja, e ela contou para os amigos dela, que o abordaram fora do local da festa e exigiram saber: "você é uma mulher ou um homem?" Um dos homens usou uma lanterna para examinar os pés de Jones, afirmando que eles eram muito grandes para serem de uma mulher biológica, e após descobrirem a verdade, começaram a chamá-lo de "menino estranho" e outros xingamentos homofóbicos. Khloe tentou tirá-lo de lá, sussurrando em seu ouvido: "Caminha comigo, anda comigo", mas ele recusou-se e, ao invés disso, insistiu para aqueles que ele era do sexo feminino.
Quando um dos rapazes puxou a alça do sutiã de Jones, este fugiu, e a multidão o perseguiu e o atacou numa estrada, sendo espancado, esfaqueado, baleado e atropelado por um carro. Ele ficou desmaiado por duas horas e, ao voltar à consciência, foi atacado novamente, mas desta vez não resistiu e morreu. Não houve relatos de ninguém tentando ajudá-lo durante a briga. Khloe também foi atacada e quase estuprada, mas escapou ao se esconder em uma igreja e depois em uma mata próxima, comentando: "Quando vi o corpo de Dwayne, comecei a tremer e chorar. Foi horrível!". A polícia chegou à cena às 5 da manhã e encontrou o corpo abandonado em arbustos na estrada Orange Main, começando logo uma investigação, convidando amigos e familiares da vítima para contatá-los. A família de Jones recusou-se a reivindicar o corpo, e seu pai negou-se a falar com a imprensa sobre o incidente.
Em 14 de agosto de 2013, Steve Brown, delegado superintendente da polícia, anunciou que 14 declarações foram coletadas e que a investigação estava progredindo. Em outubro, um grupo de homens incendiou a casa abandonada em que Jones vivera, forçando os quatro ocupantes a desocupá-la, o que também se acreditava ser um crime de ódio anti-LGBT. Everald Morgan, um oficial do Departamento de Saúde Pública de St James, solicitou que a polícia protegesse os quatro jovens, mas ela se recusou a fazê-lo. Logo, foi criada uma instituição de caridade em memória de Jones chamada Dwayne's House, para ajudar os jovens LGBT sem-teto. Até maio de 2014, ninguém havia sido preso ou acusado e, em agosto de 2015, o crime continuava sendo considerado não resolvido.

## Reação

### Na Jamaica
O assassinato de Jones saiu em várias manchetes do país. O ministro da Justiça da Jamaica, o senador Mark Golding, criticou-o e pediu o fim dos "atos de violência cruéis" na Jamaica, acrescentando que "todos os jamaicanos mente aberta" devem abraçar "o princípio do respeito pelos direitos humanos básicos de todas as pessoas" e expressar tolerância em relação aos grupos minoritários como a comunidade LGBT. Annie Paul, oficial de publicações do campus jamaicano da Universidade das Índias Ocidentais (UWI), afirmou que, com base em comentários publicados nas mídias sociais, a maioria dos jamaicanos acreditava que Jones provocou seu próprio assassinato por entrar numa "sociedade" que não tolerava tal comportamento. Newton D. Duncan, professor da UWI de Cirurgia Pediátrica, observou que a "maioria esmagadora" dos jamaicanos acredita que os cross-dressers são homossexuais e merecem uma punição, acrescentando que este é um equívoco comum, porque a maioria deles [cross-dressers] são heterossexuais. Também condenou a agressão e comparou-a com o linchamento de um homem afro-americano no romance To Kill a Mockingbird, de Harper Lee, observando ligações entre a violência anti-LGBT da Jamaica e a violência anti-negra dos Estados Unidos na metade do século XX.

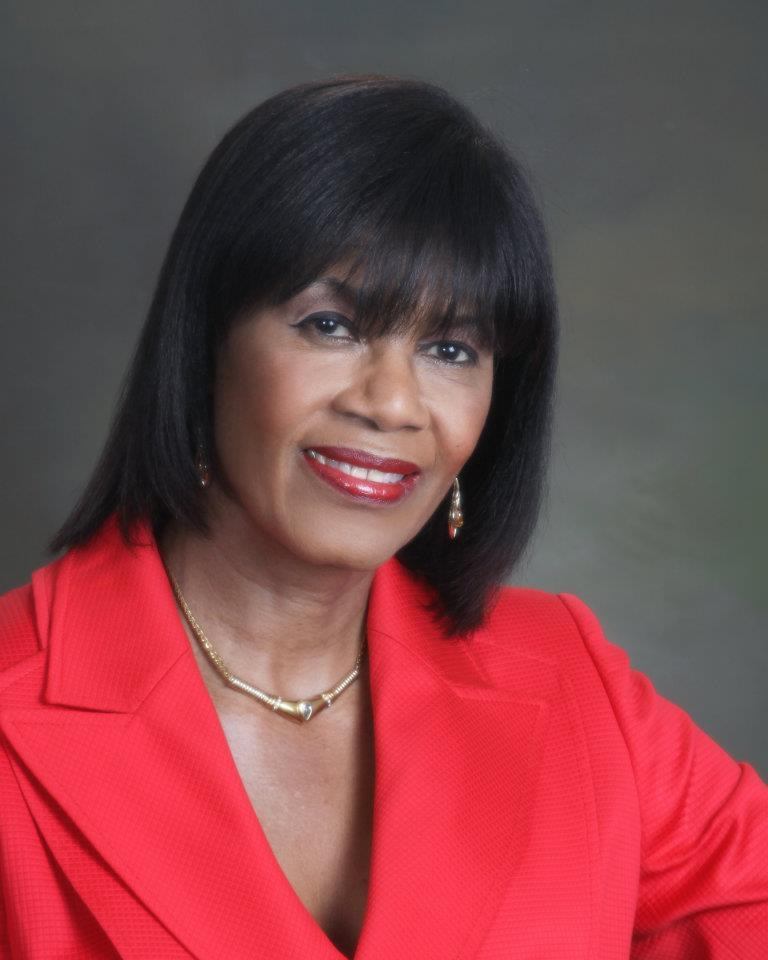
Organizações nacionais e estrangeiras de direitos humanos pediram que a primeira-ministra Portia Simpson-Miller melhore os direitos LGBT na Jamaica, como prometido durante sua campanha eleitoral.

Escrevendo para revista The Gleaner, Carolyn Cooper, professora de estudos literários e culturais da UWI, criticou o grupo que cometeu o assassinato, culpando seu comportamento sobre o uso seletivo da Bíblia, observando que, embora muitos jamaicanos aceitem e abracem aquelas passagens bíblicas que condenam a atividade sexual de pessoas do mesmo sexo e os cross-dressers, eles são tipicamente culpados de muitos outros pecados bíblicos, como adultério e assassinato, e comentou que Jones tinha sido morto apenas por ser ele mesmo, e expressou esperança de que seus assassinos enfrentassem processos judiciais pelo crime. Na semana seguinte, em uma sequência do artigo, ela publicou que respondeu a vários e-mails que recebera alegando que as verdadeiras vítimas da situação foram os homens que Jones enganou enquanto dançava com eles. Ela reiterou sua condenação aos assassinos, falando que em vez de retaliarem violentamente, eles deveriam tê-lo descartado numa boa. Jaevion Nelson, ativista que luta contra o VIH/SIDA e defensor dos direitos humanos, também publicou um artigo sobre o assunto na The Gleaner, dizendo que sua opinião inicial era questionar por que Jones tinha ido à festa e por que ele não estava satisfeito em participar das festas gays subterrâneas, acrescentando que, posteriormente, percebeu que a adoção desse ponto de vista estava enraizada na "cultura da violência" pela qual a vítima é culpada pelo que acontece com ela. Ele pediu que os jamaicanos sejam tolerantes com os indivíduos LGBT e concentrem-se em "reconstruir esta grande nação sobre os princípios de inclusão, amor, igualdade e respeito sem distinções". Também em uma publicação da revista, Sheila Veléz Martínez, professora de direito da Universidade de Pittsburgh, criticou o assassinato como "evidências alarmantes" das altas taxas de homofobia na sociedade jamaicana.
Em 25 de julho de 2013, a Jamaica Forum for Lesbians, All-Sexuals & Gays (J-FLAG), uma organização dos direitos LGBT, emitiu uma declaração pública expressando sua "profunda preocupação" em relação ao caso e oferecendo suas condolências aos amigos e familiares de Jones, encorajando, inclusive, às pessoas locais a ajudarem a polícia a localizarem os agressores, afirmando que o acontecido foi uma afronta à democracia da Jamaica. O diretor da J-FLAG, Dane Lewis, comentou posteriormente que, apesar do aumento da violência homofóbica, a sociedade jamaicana estava se tornando mais tolerante com as pessoas LGBT; ele atribuiu isso às ações de indivíduos como Jones, que ajudaram a melhorar a visibilidade pública dos LGBT no país. Outra organização dos direitos, a Quality of Citizenship Jamaica, emitiu um comunicado de imprensa pedindo para que o governo e as igrejas se envolvessem com as organizações LGBT para estabelecerem um causa comum que poderia estar submetida pelo princípio do "verdadeiro respeito por todos", encontrado no hino nacional da nação. A organização de direitos humanos Jamaicans for Justice estimulou a primeira-ministra Portia Simpson-Miller e líderes religiosos a condenarem o assassinato, comentando também que o que viu foi a falta de cobertura da mídia e indignação do público sobre o incidente, acrescentando que "devemos nos perguntar o que isso diz sobre nós como um povo".

### Internacionalmente
"A história de Dwayne Jones está no extremo da violência vivida por jamaicanos que se identificam como lésbicas, gays, transexuais ou bissexuais. No entanto, as circunstâncias de seu assassinato fornecem um bom exemplo da situação atual que enfrentam muitas pessoas LGBT no país: um alto risco de violência, vulnerabilidade aumentada pela pobreza e rejeição familiar e diferentes reações tanto das autoridades como do público."

— Human Rights Watch em 2014.
As notícias do ocorrido atraíram a atenção da mídia internacional, resultando em críticas por vários grupos de direitos humanos. Graeme Reid, diretor do Programa dos Direitos LGBT da Human Rights Watch em Nova Iorque, emitiu uma declaração de que o governo jamaicano deveria enviar uma "mensagem inequívoca" de que haveria "tolerância zero" à violência anti-LGBT. Reid observou que a primeira-ministra prometeu descriminalizar a relação homossexual em sua campanha eleitoral de 2011, mas ainda não cumpriu essa promessa. Ele encorajou as autoridades jamaicanas a tomarem medidas para investigar o assassinato de Jones e promover o respeito pelos cidadãos LGBT do país. Em uma reunião ocorrida em fevereiro de 2014, Uzra Zeya, Secretária de Estado para a Democracia, Direitos Humanos e Trabalho dos Estados Unidos, citou o caso e a tortura e assassinato de Eric Ohena Lembembe, um ativista camaronês que lutava contra o VIH/SIDA, como exemplos de "atos violentos preocupantes" contra indivíduos LGBT que ocorreram em todo o mundo no ano anterior.
No Reino Unido, a Out and Proud Diamond Group (OPDG), uma organização LGBT negra, em associação com a Fundação Peter Tatchell, organizou um protesto em frente à embaixada jamaicana em Londres em 28 de agosto. Marvin Kibuuka, da OPDG, criticou o assassinato e pediu para os adeptos oporem-se ativamente contra a perseguição de pessoas LGBT na Jamaica e em outros lugares. Peter Tatchell afirmou que a falta de ação de Simpson-Miller e da polícia serviram de conluio para a tolerância e impunidade dos responsáveis. Em sua introdução a um estudo acadêmico de "literatura religiosa e infantil", Laura Robinson, professora associada de inglês no Royal Military College of Canada, citou o assassinato e a lei russa contra a propaganda LGBT de 2013 como exemplos em que questões juvenis se cruzaram com problemas LGBT, acrescentando que Jones foi um filho que "não acabou por ter o que Judith Butler chama de 'vida digna'".